# فيكي جيرفي
فيكي جيرفي هي بحيرة متوسطة الحجم تقع في منطقة مستجمعات المياه الرئيسي فووكسي. وهي تقع في منطقة كاريليا الشمالية في فنلندا.